# Agafant l'horitzó
«Agafant l'horitzó» és una cançó publicada el 3 de setembre de 2017 a YouTube, composta pel grup de música Txarango on participen també altres cantants com Gemma Humet, Les Kol·lontai, Aspencat, Ascensa Furore i Cesk Freixas, creada en senyal de suport al referèndum sobre la independència de Catalunya de 2017, inspirada en la tornada final del tema 'Article 1.1' de Cesk Freixas i en els versos d'Ovidi Montllor «Gent de mar, de rius i de muntanyes, Tindran tot. I es parlarà de vida.»
Els membres del grup afirmaren que varen compondre la cançó «perquè no volien quedar-se de braços plegats» i apostaven a favor del referèndum i per la independència de Catalunya. S'anomenà a la cançó amb el malnom «la cançó pel sí al referèndum» i usaren, dins la cançó, el mateix lema «Viure vol dir prendre partit» que va utilitzar la CUP per a la campanya, ja que la formació va coproduir la cançó com a cançó de campanya. Diversos grups i entitats usaren aquesta cançó durant dies abans del referèndum del primer d'octubre. Entre els que la usaren destaca el poble d'un dels integrants del grup Txarango, Santa Eugènia de Berga que va utilitzar la cançó en un lip dub a favor del referèndum i la independència en què participaren entitats del mateix poble inclòs l'Ajuntament de Santa Eugènia de Berga. També diversos vídeos inclogueren aquesta cançó per les xarxes socials com 9 TV que elaborà un vídeo musical, resum de la campanya pel referèndum, amb aquesta cançó. L'11 de setembre de 2017 a la Festa per la Llibertat organitzada per Òmnium Cultural al passeig de Lluís Companys, Txarango cantà cinc temes dels seus últims discs entre els quals destacà 'la cançó pel referèndum'. També en l'àmbit epistolar, en una carta a Meritxell Serret i Aleu, el vicepresident d'aleshores, cessat posteriorment a l'empara de l'article 155, Oriol Junqueres va fer al·lusió als versos de la cançó.
Després que el cantant Cesk Freixas participés en aquesta cançó, el PP de la localitat valenciana del Pinós intentà cancel·lar-li un concert, el 22 de setembre de 2017, perquè considerava «inapropiat» que la Regidoria de Cultura «permetés la imposició i ostentació del català»; també feren saber el seu descontentament a través de la xarxa social de Facebook.

## Altres cançons pel referèndum
Després que sortís la cançó Agafant l'horitzó altres artistes crearen cançons a favor del referèndum, entre elles 'La rumba del sí', de Pepet i Marieta; #JoDicSí, d'Exili a Elba; No pots tancar-nos a tots, de Joan Dausà; Som! de Xeic!; Ni tongos ni milongues que jo votaré de Mali Vanili; Dies de llum d'Èric Vinaixa i Rojos y separatistas de Lágrimas de Sangre. També el guitarrista flixenc Xarim Aresté vinculava el missatge de la cançó Indomables, del seu àlbum Polinèsies, als «dies d'extraordinarietat històrica que estem vivint».